# Rocky Athas
Rocky Athas (15 de octubre de 1954) en Texas, es un cantautor y guitarrista de blues, sobre todo conocido por sus colaboraciones con Black Oak Arkansas, Glenn Hughes, Buddy Miles, Double Trouble y John Mayall. 

## Carrera

### Comienzos
En sus comienzos, Rocky Athas funda la banda Lightning, con la que gira en su Texas nativo y abre los conciertos de numerosas bandas locales. 
A la edad de 23 años, Athas aparece en el top 10 de los mejores guitarristas en el Buddy, revista especializada en la música tejana. Es uno de los primeros y más jóvenes en recibir esta distinción, que recibirán también Eric Johnson, Jimmie Vaughan, Stevie Ray Vaughan, Billy Gibbons o Johnny Winter. 

### Black Oak Arkansas
Athas se une a varias bandas como guitarrista solista, cuyas Black Oak Arkansas, para la cual compone dos de sus títulos mayores : « Ready has Hell » y « Wild Brunch ». En este grupo conoce a Johnnie y Tommy Bolin (Deep Purple y James Gang), con los cuales se hace amigo. Tras el fallecimiento de Tommy Bolin, Rocky le rinde homenaje dando conciertos con Johnnie Bolin y Glenn Hughes (Deep Purple y Trapeze) en apoyo a la fundación Tommy Bolin Archives.  En 2009, sale A Tribute to Tommy Bolin con Glenn Hughes & Friends, un álbum en vivo dedicado a Tommy Bolin. 

### Años 2000
En 2000, Rocky graba Blues Berries con Buddy Miles y Double Trouble, la sección rítmico de Stevie Ray Vaughan. Rocky también versiona  « The Wind Cries Mary » para el álbum Blue Haze - Songs of Jimi Hendrix.

#### The Rocky Athas Group
En 2003, forma The Rocky Athas Group y sale el álbum Miracle, producido por Jim Gaines, con el que se hizo amigo durante la grabación de Blues Berries. En 2005, la banda sale un segundo álbum, VooDoo Moon, en colaboración con Larry Samford. En 2007, Athas sale Lightning Strikes Twice, compuesto de temas que tocaba con su primer grupo, Lightning. 

#### John Mayall
En 2009, John Mayall le invita a ser el guitarrista solista de su próximo álbum, Tough, que sale el mismo año. En 2014, graba A Special Life, el sucesor de Tough. Hace numerosas giras con el legendario bluesman, hasta el 2016, cuando John Mayall decide reducir su grupo a un trío. 

### Años 2010
En 2014, Rocky publica  Let My Guitar Do The Talking...With My Friends  a través de Cherryburst Récords. Se trata de un álbum instrumental en el que Rocky toca varias guitarras vintage de su colección personal. Su viejo amigo Smokin' Joe Kubek y John Mayall ambos tocan el disco. 
En 2015, Rocky sale dos compilaciones, tituladas The Essential Rocky Athas (Volume I y Volume II). Comprenden varios temas bonus, entre ellos una versión de « White Room » de Cream. 

## Influencias
Rocky Athas ha sido fuertemente influido por Jimi Hendrix y Eric Clapton, tanto del punto de vista técnico que al nivel de las sonoridades. Cita igualmente Freddie King, The Beatles, Cream, Mountain y Leslie West como influencias notables,.

## Discografía[5]

### Con Black Oak Arkansas
- 1984: Ready has Hell
- 1999: The Wild Bunch

### Con Glenn Hughes & Friends
- 1997: A Tribute to Tommy Bolin

### Con Buddy Miles
- 2002: Blues Berries

### Con The Rocky Athas Group
- 2003: Miracle
- 2005: VooDoo Moon
- 2007: Lightning Strikes Twice
- 2017: Shakin' the Dust

### Con John Mayall
- 2009: Tough
- 2011: Live in London
- 2014: A Special Life

### En solo
- 1999: That's What I Know
- 2007: Rocky Athas' Lightning - Lightning Strikes Twice
- 2014: Let My Guitar Do The Talking... with My Friends